# Даниел, Джуниус
Джуниус Дэниел (англ. Junius Daniel; 27 июля 1828 — 13 мая 1864) — американский плантатор и кадровый офицер, служил в армии США, затем в армии Конфедерации во время Гражданской войны, в звании бригадного генерала. Именно его бригада отличилась в первый день битвы при Геттисберге, обеспечив успех в боях того дня. Генерал Дэниел погиб на поле боя во время сражения при Спотсильвейни.

## Ранние годы
Дэниел родился в Галифаксе (Северная Каролина), в семье влиятельных политиков. Его отец, Джон Ривс Джонс Даниел, служил генеральным прокурором штата Северная Каролина и был членом Конгресса. Его мать, Марта Стит, была из семьи «первых вирджинцев» и происходила от Джона Стита и Уильяма Рандольфа. Дэниел учился в школе в Галифаксе и в Академии в городе Роли. В 1846 году президент Джеймс Полк направил его в академию Вест-Пойнт, которую Даниел окончил в 1851 году, 33-м из курса в 42 кадета. (Он учился 5 лет вместо 4-х потому что в 1850 году был ранен во время артиллерийских стрельб)
После Академии он был назначен в 3-й пехотный полк во временном звании второго лейтенанта и был послан в Ньюпорт помощником квартирмейстера. В 1852 году он был послан в форт Альбукерке в Нью-Мексико. В 1855 году он участвовал в нескольких перестрелках с апачами, находясь под командованием Ричарда Юэлла, командира 3-го драгунского полка. 31 мая 1857 года получил звание первого лейтенанта.
14 января 1858 года он уволился из армии и занялся плантаторством в Луизиане, вслед за своим отцом, который покинул Конгресс в 1851 году. В октябре 1860 года Дэниел женился на Элен Лонг, дочери полковника Джона Лонга из Нортхемптона (Северная Каролина). Детей у них не было.

## Гражданская война
В апреле 1861 года Даниел вернулся из Луизианы в родной штат и предложил ему свои услуги в качестве офицера. Он был избран командующим 14 Северокаролинского пехотного полка. Так же под его командой оказались ещё два северокаролинских полка. Он отправил их в Голдсборо и свел в бригаду. В июне 1862 года его направили в Петерсберг, где его бригада была включена в Северовирджинскую армию генерала Ли, как раз перед Семидневной битвой. Однако, в самом сражении его бригада не участвовала, исключая перестрелку у Малверн-Хилл, где бригада потеряла 24 человека.
1 сентября 1862 года его повысили до бригадного генерала. Весной 1863 года его бригада числилась в составе дивизии Дэниеля Хилла, и участвовала в операциях Лонгстрита против Саффолка. В частности, участвовала в неудачном наступлении Хилла на Ньюберн.
Вскоре после Чанселорсвилла он был переведен в дивизию Родса из корпуса Юэлла, где он и прослужил всю Геттисбергскую кампанию. Бригада Дэниела состояла из 32-го, 43-го, 45-го и 53-го северокаролинских полков и 2-го северокаролинского батальона. Бригаде было доверено знамя корпуса. 32-й северокаролинский полк получил первый, только что утверждённый, боевой флаг Конфедерации. Флаг был прислан из Ричмонда генералу Ли, который вручил его Юэллу, который передал его Роудсу, который передал его Даниелу, как «самому лучшему своему командиру».
В начале Геттисбергской кампании бригада Даниела состояла из 4-х северокаролинских полков и одного батальона:
- 32-й Северокаролинский пехотный полк, полк. Эдмунд Брэббл
- 43-й Северокаролинский пехотный полк, полк. Томас Кенан
- 45-й Северокаролинский пехотный полк, подп. Самуэль Бойд
- 53-й Северокаролинский пехотный полк, полк. Уильям Оуэнс
- 2-й Северокаролинский батальон: подп. Езекия Эндрюс

Дивизия Родса двигалась в авангарде армии Конфедерации, она участвовала (на второстепенных ролях) во втором сражении при Винчестере, а 15 июня первая перешла реку Потомак и вступила в Мэриленд.
1 июля 1863 года бригада Дэниела участвовала в атаках на хребет Макферсона, и выбила с хребта федеральную бригаду полковника Роя Стоуна. Затем она вышла к Семинарскому хребту и атаковала позиции федерального генерала Бакстера. В 16:30 федеральная армия была обращена в бегство, бригада Даниела преследовала её через Геттисберг, и ей удалось взять в плен около 500 солдат противника.
Но потери были огромны. Бригада Дэниела стала наиболее сильно пострадавшей бригадой в боях того дня.
Во время сражения при Спотсильвейни 12 мая 1864 года Даниел повел бригаду в отчаянную контратаку на «Подкову мула», надеясь отбить важную позицию, захваченную отрядом Потомакской армии. Во время этой атаки он получил смертельное ранение в живот пулей Минье. Он умер на следующий день в полевом госпитале. Тело генерала было перевезено в Галифакс и похоронено на старом кладбище. Он не знал, что незадолго перед смертью генерал Ли рекомендовал его к повышению до генерал-майора.
Близкий друг Даниела, северокаролинский генерал Брайан Граймс позже писал: «Он несомненно был лучшим генералом нашего штата. И хотя я получил звание генерала в основном из-за его смерти, я предпочел бы остаться в прежнем звании, лишь бы штат не потерял такого офицера». Генерал Граймс назвал одного из своих сыновей Джуниус Дэниел Граймс — в конце XIX века он стал известным вашингтонским юристом.